# Nicholas D’Agostino
Nicholas D’Agostino (* 25. Februar 1998 in Gold Coast) ist ein australischer Fußballspieler.

## Karriere

### Klub
D’Agostino startete seine Karriere in der Jugend von Brisbane Roar und wechselte von deren U21 zur Saison 2016/17 fest in die erste Mannschaft. Schon zuvor hatte er am 15. November 2015 sein Debüt in der A-League, wo er bei einem 1:0-Sieg über Perth Glory in der Startelf stand. In den nächsten Jahren erhielt er hier und da noch ein paar Einsätze, aber erst in der Spielzeit 2018/19 kam er dann zu einer gestiegenen Anzahl an Einsätzen. Nach dem Ende dieser Saison wechselte er schließlich zu Perth Glory. Hier bekam er nun mehr Einsätze, deren jeweilige anteilige Spielminuten jedoch eher gering ausfielen. Seit August 2021 ist er bei Melbourne Victory unter Vertrag.

### Nationalmannschaft
Mit der U-23-Auswahl Australiens nahm D’Agostino an der Asienmeisterschaft 2020 in Thailand teil, die als asiatische Qualifikation für das Fußballturnier der Olympischen Sommerspiele in diesem Jahr diente. Er kam in vier der sechs Spielen zum Einsatz und erzielte dabei drei Tore, darunter auch das Siegtor gegen Usbekistan im Spiel um Platz 3. Im Anschluss war er auch Teil des australischen Olympiakaders und kam dort in jedem der drei Gruppenspiele zum Einsatz.
Sein Länderspieldebüt für die A-Nationalmannschaft gab D’Agostino bei einer 0:1-Niederlage gegen Saudi-Arabien während der Qualifikation für die Weltmeisterschaft 2022, wo er zur zweiten Halbzeit für Bruno Fornaroli eingewechselt wurde.